# Сокулкі (Великопольське воєводство)
Сокулкі (пол. Sokółki) — село в Польщі, у гміні Казімеж-Біскупи Конінського повіту Великопольського воєводства.
Населення — 2534 особи (2011).
У 1975-1998 роках село належало до Конінського воєводства.

## Демографія
Демографічна структура станом на 31 березня 2011 року:
|          | Загалом | Допрацездатний вік | Працездатний вік | Постпрацездатний вік |
| -------- | ------- | ------------------ | ---------------- | -------------------- |
| Чоловіки | 1240    | 284                | 881              | 75                   |
| Жінки    | 1294    | 298                | 837              | 159                  |
| Разом    | 2534    | 582                | 1718             | 234                  |